# Сосунов, Кирилл Олегович
Кири́лл Оле́гович Сосуно́в (род. 1 ноября 1975, Рязань) — российский спортсмен, заслуженный мастер спорта по прыжкам в длину, мастер спорта международного класса по бобслею.

## Спортивные достижения

### Лёгкая атлетика
Его первым тренером стала Галина Сергеевна Джавахова, потом некоторое время Кирилл тренировался у Олега Константиновича Капацинского. Наивысших результатов добился под руководством Христо Йотова.
Многократный призёр чемпионатов России, чемпион летней Универсиады 1995 года, серебряный призёр чемпионата мира в помещении 1997 года, бронзовый призёр чемпионата мира 1997, чемпион Европы по лёгкой атлетике 1998 в прыжках в длину (8 м 28 см).
Участник Олимпийских игр в Сиднее и Афинах. Завершил профессиональную карьеру в 2007 году.

### Бобслей
Выступает в соревнованиях по бобслею с сезона 2005/06. Был отобран запасным в сборную России на участие в Олимпиаде в Турине, но от поездки отказался по личным соображениям.
Серебряный призёр этапа Кубка мира по бобслею 2007 в составе экипажа-двойки под управлением Евгения Попова. Двукратный призёр этапов Кубка Европы. В сезоне 2009/10 выступает в Кубке Европы в паре с рулевым Алексеем Горлачёвым.

## Прочее
Выпускник факультета физической культуры Рязанского государственного педагогического университета. С июня 2020 года — начальник управления по физической культуре и массовому спорту администрации города Рязани. Женат на Ольге Калитуриной — заслуженном мастере спорта по прыжкам в высоту. Сын Олег — хоккеист.